# Dois Córregos
Dois Córregos is een gemeente in de Braziliaanse deelstaat São Paulo. De gemeente telt 26.040 inwoners (schatting 2009).

## Aangrenzende gemeenten
De gemeente grenst aan Botucatu, Brotas, Dourado, Jaú, Mineiros do Tietê, Santa Maria da Serra, São Manuel en Torrinha.